# Pontus Almqvist
Pontus Almqvist (sinh ngày 10 tháng 7 năm 1999) là một cầu thủ bóng đá người Thụy Điển thi đấu cho Varbergs BoIS ở Superettan, theo dạng cho mượn từ IFK Norrköping.

## Sự nghiệp
Pontus trở thành cầu thủ bóng đá sau khi được Học viện Bóng đá Nike trinh thám năm 2015.